# Bencjon Wul
Bencjon Moisiejewicz Wul (ros. Бенцион Моисеевич Вул, ur. 9 maja?/22 maja 1903 w Białej Cerkwi, zm. 9 kwietnia 1985 w Moskwie) – radziecki fizyk, specjalista w dziedzinie dielektryków.

## Życiorys
Urodził się w żydowskiej rodzinie robotniczej. Uczył się w dwuklasowej szkole żydowskiej, później w wyższej szkole podstawowej i w gimnazjum w Białej Cerkwi. W 1920 jeszcze jako uczeń wstąpił ochotniczo do Armii Czerwonej, walczył w 1 Armii Konnej, w 1921 został zdemobilizowany i po powrocie do Białej Cerkwi został sekretarzem miejskiej organizacji komsomolskiej. Studiował na Wydziale Elektrotechnicznym Kijowskiego Instytutu Politechnicznego, w 1922 przyjęto go do RKP(b), w styczniu 1928 ukończył studia i został aspirantem działu elektrotechniki, w końcu 1929 obronił pracę dyplomową. Rekomendowano go do aspirantury Akademii Nauk ZSRR, w związku z czym przeniósł się do Leningradu i w 1932 został tam pracownikiem laboratorium dielektryków w Instytucie Fizycznym Akademii Nauk ZSRR pod kierunkiem Abrama Ioffe. Od 1934 pracował w Moskwie, gdzie kierował laboratorium fizyki dielektryków, w 1935 uzyskał stopień doktora nauk fizyczno-matematycznych, w końcu 1938 ukończył aspiranturę Akademii Nauk ZSRR i został w niej specjalistą uczonym, a w 1939 członkiem korespondentem Akademii Nauk ZSRR. Po ataku Niemiec na ZSRR został ewakuowany do Kazania, w 1944 odkrył i zbadał ferroelektryczne właściwości tytanianu baru. Od 1948 zajmował się również fizyką półprzewodników, przyczyniając się do opracowania w 1952-1953 pierwszych w ZSRR lamp płaskich i tranzystorów, a także pierwszych na świecie tranzystorów dyfuzyjnych. W 1962 brał udział w opracowaniu pierwszego w ZSRR generatora kwantowego półprzewodników, a w 1963 w opracowaniu pierwszych w ZSRR laserów półprzewodnikowych. Od 1964 do 1971 kierował grupą uczonych badających właściwości tellurku kadmu jako materiału do produkcji detektorów i mierników promieniowania i fotokonwerterów. Był zastępcą akademika-sekretarza i członkiem biura oddziału fizyki ogólnej i astronomii Akademii Nauk ZSRR oraz przewodniczącym Rady Naukowej Akademii Nauk ZSRR ds. problemu fizyki i chemii półprzewodników.

## Nagrody i odznaczenia
- Medal Sierp i Młot Bohatera Pracy Socjalistycznej (13 marca 1969)
- Order Lenina (pięciokrotnie, w tym w 1945 i 1953)
- Order Rewolucji Październikowej
- Order Czerwonego Sztandaru Pracy
- Order Czerwonej Gwiazdy
- Order „Znak Honoru”
- Nagroda Stalinowska (1946)
- Nagroda Leninowska (1964)

I medale.